# Saint-Jans-Cappel
Saint-Jans-Cappel é uma comuna francesa na região administrativa de Altos da França, no departamento do Norte. Estende-se por uma área de 7.96 km². Em 2010 a comuna tinha 1 763 habitantes (densidade: 221,5 hab./km²).